# WWE Cyber Sunday
WWE Cyber Sunday (первоначально известное как WWE Taboo Tuesday) — это шоу по рестлингу, ежегодно проводимое с 2004 по 2008 год американским рестлинг-промоушном WWE.
Шоу, основанное в 2004 году, первоначально называлось Taboo Tuesday, так как проводилось по вторникам. В 2006 году мероприятие было перенесено на более традиционный для PPV воскресный вечер и переименовано в Cyber Sunday. Темой мероприятия была возможность для болельщиков голосовать за определенные аспекты каждого матча, используя свои персональные компьютеры и текстовые сообщения через мобильные телефоны.

## Время и место проведения
| № | Шоу                  | Дата            | Город                 | Арена             | Прим. |
| - | -------------------- | --------------- | --------------------- | ----------------- | ----- |
| 1 | Taboo Tuesday (2004) | 19 октября 2004 | Милуоки, Висконсин    | Bradley Center    | [ 2 ] |
| 2 | Taboo Tuesday (2005) | 1 ноября 2005   | Сан-Диего, Калифорния | iPayOne Center    | [ 3 ] |
| 3 | Cyber Sunday (2006)  | 5 ноября 2006   | Цинциннати, Огайо     | U.S. Bank Arena   | [ 4 ] |
| 4 | Cyber Sunday (2007)  | 28 октября 2007 | Вашингтон             | Verizon Center    | [ 5 ] |
| 5 | Cyber Sunday (2008)  | 26 октября 2008 | Феникс, Аризона       | US Airways Center | [ 6 ] |